# ルイス・シネ
ルイス・トム・シネ(Lewis Cine [siːn] SEEN ; 1999年10月5日 - ）は、ハイチ出身のアメリカンフットボール選手である。ポジションはストロングセイフティ（SS）。NFLのミネソタ・バイキングスに所属している。
カレッジフットボールはジョージア大学でプレーをし、2022年のNFLドラフトの1巡目全体32位指名をされ、バイキングスに入団した。

## 大学時代
シネは、フレッシュマンシーズン中に14試合すべてに出場し、最後の2試合に先発出場した。2年生からは先発指名をされた。このシーズンは10回の先発出場で、49回のタックル、12回のパスカットで終えた。2022年1月15日、シネは2022年のNFLドラフトへの参加を発表した。

## プロキャリア
| 6 ft 2+1⁄4 in (189 cm)              | 199 lb (90 kg) | 32+1⁄4 in (82 cm) | 9+3⁄8 in (24 cm) | 4.37 s | 1.45 s | 2.48 s | 37.0 in (94 cm) | 11 ft 1 in (3.38 m) |
| All values from NFL Combine/Pro Day |                |                   |                  |        |        |        |                 |                     |

### ミネソタ・バイキングス
シネは、 2022年のNFLドラフトでミネソタ・バイキングスから全体32位で指名された。第4週のニューオーリンズ・セインツ戦の試合中に左下肢の複雑骨折を負い、2回の手術が必要となり、ルーキーシーズン絶望となった。

### バッファロー・ビルズ
怪我からの復帰後はスペシャルチームで起用されていたが、2024年8月27日にウェイバー公示を経て、バッファロー・ビルズのプラクティス・スクワッドに加わった。第14週のロサンゼルス・ラムズ戦前にロースター登録された。

### フィラデルフィア・イーグルス
2025年1月8日、プレーオフを控えたフィラデルフィア・イーグルスと契約を結んだ。